# For Dearest
『for Dearest』（フォーディアレスト）は、女性歌手・彩音の楽曲。彩音本人が作詞、Tatshが作曲を手掛けている。2019年3月27日に15周年記念CDとして5pb.Recordsより発売された。。

## 概要
タイトルである『for Dearest』は本作のメインの曲で、2019年3月28日に発売された『メモリーズオフ -Innocent Fille- for Dearest』のOPとなっている。この他にも、自身がパーソナリティを務める、3月から市川うららFMで放送されている『彩音のChoco-bana Radio』のテーマソングや、15周年記念ソング、更には、2018年4月に開催された『科学アドベンチャーライブ』のライブ音源も収録される。

## 収録曲
1. for Dearest
作詞：彩音、作曲：Tatsh
PS4、PS Vita /Nintendo Switch用ソフト『メモリーズオフ -Innocent Fille- for Dearest』オープニングテーマ
2. ragio magic
作詞・作曲：桃井はるこ
『彩音のChoco-bana  Radio』テーマソング
3. A-nswer
作詞：彩音、作曲：安瀬聖
15周年記念ソング。
4. for Dearest（off vocal）
5. ragio magic（off vocal）
6. A-nswer（off vocal）
7. レジリエンス（bonus track）
『科学アドベンチャーライブ2018-SINGULARITY-』ライブ音源
8. メモリーズオフメドレー（bonus track）
『科学アドベンチャーライブ2018-SINGULARITY-』ライブ音源